# Burgess Jenkins
Burgess Jenkins (Winston-Salem, 24 ottobre 1973) è un attore e produttore cinematografico statunitense.

## Prime apparizioni e cinema
Jerkins è diventato famoso per aver preso parte nel 2000 al film Il sapore della vittoria - Uniti si vince a fianco di Denzel Washington, e per aver interpretato il marito di Hilary Swank nel film I segni del male del 2007. Nel 2009 ha lavorato a fianco di Kevin McCarthy e June Lockhart nel film premio Oscar Wesley, dove ha interpretato il teologo inglese John Wesley. Ha recitato a fianco di Stacy Keach in Unshackled, film tratto da una storia vera.
Al Festival del Cinema di Boston è stato premiato nel 2009 come Miglior attore per la sua interpretazione nel film Insignificant Others.

## Televisione
Jenkins ha interpretato Bobby Irons nella sesta stagione della serie One Tree Hill mentre compariva occasionalmente anche in Army Wives e Drop Dead Diva; è stato quindi inserito dalla ABC nel cast di Nashville con il ruolo di Randy Roberts, il produttore e amico di lunga data di Rayna James, interpretata da Connie Britton. In questa serie Jenkins ritrova Hayden Panettiere, già conosciuta sul set di Il sapore della vittoria - Uniti si vince.

## Curiosità
Jenkins prende lezioni di recitazione basate sulla Tecnica Meisner alla Playhouse West con Robert Carnegie e il premio Oscar Jeff Goldblum.

## Filmografia

### Attore

#### Cinema
- Unshackled, regia di Bart Patton (2000)
- Il sapore della vittoria - Uniti si vince (Remember the Titans), regia di Boaz Yakin (2000)
- Broken, regia di Kimberly Pettit (2004)
- Sea of Fear, regia di Andrew Schuth (2006)
- Fall Down Dead, regia di Jon Keeyes (2007)
- I segni del male (The Reaping), regia di Stephen Hopkins (2007)
- Wesley, regia di John Jackman (2009)
- Insignificant Others, regia di John Schwert (2009)
- Vault of Darkness, registi vari (2009)
- StaleMate, regia di Lovinder Gill (2010)
- The Trial, regia di Gary Wheeler (2010)
- Red Dirt Rising, regia di Kathleen Bobak e James Suttles (2011)
- The Key Man, regia di Peter Himmelstein (2011)
- Susie, regia di Jerry Rees (2012)
- Jimmy, regia di Mark Freiburger (2013)
- Zio Frank (Uncle Frank), regia di Alan Ball (2020)

#### Televisione
- Dawson's Creek - serie TV, episodio 3x23 (2000)
- JAG - Avvocati in divisa - serie TV, episodio 8x06 (2002)
- Good Morning, Miami - serie TV, episodio 1 (2003)
- Il mio finto fidanzato (My Fake Fiance), regia di Gil Junger - Film TV (2009)
- One Tree Hill - serie TV, episodi 6x05-06, 6x12-16, 6x18-22 (2008-2009)
- Army Wives- serie TV, episodi 3x07-08 (2009)
- Drop Dead Diva - serie TV, episodi 2x06 (2010)
- Cupido a Natale (Christmas Cupid), regia di Gil Junger - Film TV (2010)
- Marry Me - serie TV, episodi 1x01-02 (2010)
- The Shunning, regia di Michael Landon Jr. - Film TV (2011)
- The Hearth of Christmas, regia di Gary Wheeler - Film TV (2011)
- Coma - serie TV, episodio 1x02 (2012)
- Revolution - serie TV, episodio 1x03 (2012)
- Nashville - serie TV, episodi 1x01, 1x03, 1x05 (2012)

### Produttore
- Hero, regia di Manny Edwards (2014)
- Wesley, regia di John Jackman (2009)
- StaleMate, regia di Lovinder Gill (2010)

### Regista
- Find a Way, regia di Burgess Jenkins (2013)